# Hípias major
L'Hípias major, també conegut com Què és el bell? (en grec: Ιππίας Μείζων), és un diàleg de Plató. Pertany a la sèrie dels "primers diàlegs", escrits en l'època en què l'autor era encara jove. La seua data exacta és incerta, encara que s'ha suggerit el 390 aC. S'anomena així pel fet que hi ha dos diàlegs amb el mateix nom (en ambdós participa com a personatge el sofista Hípias d'Elidix, contemporani seu), i n'és l'Hípias menor (de la mateixa època), considerablement més breu que l'anterior. L'autoria platònica del diàleg ha sigut discutida.

## Autenticitat
L'autoria de l'Hípias major ha romàs llarg temps en disputa. Encara que algunes obres prèviament atribuïdes a Plató finalment han sigut considerades com no autèntiques, en aquesta obra l'autoria no ha quedat encara fermament establerta, encara que el consens acadèmic sembla inclinar-se a favor de la seva autenticitat.
La discussió es resumix així: (Sider, 1977) Dorothy Tarrant va ser la primera a defendre la seva falsedat. Els que es van oposar a ella en una sèrie d'articles van ser G. M. A. Grube i W. K. C. Guthrie, en A History of Greek Philosophy també discuteix sobre la seva autenticitat". Sider va escriure el 1992 que G. R. Ledger, en Re-counting Plat (Oxford 1989), va realitzar una anàlisi del text per computadora i va considerar no concloentment: "Sospesant l'evidència per a l'autenticitat, aquesta és prou convincent". Ell va al fet que en altres obres recents, P. Woodruff (Plat: Hippias Major, Oxford 1982) també discutix la seua autenticitat i data el document "al voltant de 390 aC", mentre que C. H. Kahn (OSAP 3, 1985) és l'única figura moderna que recolza la falsedat del diàleg. Del material en línia, la Internet Encyclopaedia of Philosophy indica que: "D'aquelles [obres de Plató] que enumerem com autèntiques, en la part superior (en el grup d'obres primerenques), només lHípias Major de tant en tant continua sent mencionada com "no autèntica". L'evidència més forta contra l'autenticitat de lHípias major és el fet que mai fora mencionat en qualsevol de les fonts antigues".

## Personatges
- Sòcrates;
- Hípias d'Elidix, reconegut sofista, natiu d'Elidix. Conegut en tota la Grècia antiga, va ser reputat per dominar la matemàtica, l'astronomia i la retòrica; presumia de poder parlar de qualsevol tema a Olímpia sense preparació. És presentat per Plató, una mica caricaturitzat, com a vanitós, tancat i de limitat intel·lecte; com també ho és en l'Hípias menor.

## El diàleg: definir la bellesa
En l'Hípias major, Sòcrates i Hípias d'Elidix intenten precisar i trobar una definició de bellesa, però estan destinats a fallar a causa de la seua falta d'habilitat per a formular una resposta que comprenga el concepte complet. S'ha dit que la problemàtica filosòfica que presentaria Plató ací, lluny de ser estètica, seria la de la definició.
No obstant això, la concepció grega de la bellesa diferix de l'actual, ja que és molt més àmplia. En dir bellesa, els grecs es referien també a la bellesa estètica, però en molt major grau a principis com la bondat, la justícia, la rectitud, etc.

## Escena introductòria

### Hípias es troba amb Sòcrates
Hípias d'Elidix, les empreses del qual l'han portat lluny d'Atenes per un bon temps, arriba a la ciutat per fer una conferència en l'escola de Pheidostratus en els següents dies. Es troba amb Sòcrates, que li pregunta per què un home tan important i savi com Hípias ha privat els atenesos de la seua presència per tant de temps.
Llavors, el gran sofista explica que es deu al fet que en la seua ciutat natal, Elidix, eren necessaris els seus servicis, i se li han confiat diverses importants missions diplomàtiques en diferents ciutats; notablement a Esparta. Aprofita els seus viatges pel món grec per a educar un gran nombre de jóvens i obtindre bones sumes de diners. En va ser un exemple el poblet d'Inycus, a Sicília, on els seus modestos pobladors van sacrificar bona part dels seus guanys per veure els seus fills educats.

### Podria l'aplicació excessiva de la llei portar a la il·legalitat?
Irònicament, Sòcrates assentix que tot això és admirable. I si Hípias ha passat la major part del seu temps a Esparta, pregunta llavors, no hauria d'estar on guanya més? Hípias replica: ell no ha tocat un òbol ací. No va ser perquè els espartans desitjaren la millor educació possible per als seus fills, i no perquè no comprengueren el verdader valor d'Hípias. L'única raó va ser que "no és costum heretada dels lacedemonis canviar les seues lleis o educar els seus fills en forma diferent de l'habitual".
No obstant això, com Sòcrates emfasitza, la llei està feta precisament per a la utilitat i felicitat dels ciutadans, dues coses a què Hípias hauria pogut contribuir granment. Per estar massa aferrats a la llei i en rebutjar els servicis d'Hípias, els espartans contradiuen l'objecte de les seues pròpies lleis i, per tant, açò es podria considerar com una cosa il·legal.
Hípias, adulat així convenientment, assentix a Sòcrates. Est, llavors, li pregunta com, no obstant això, va tindre tant d'èxit en esta severa ciutat de Lacònia. No va ser, respon Hípias, pels seus coneixements d'aritmètica o d'astronomia, sinó que "els plau sentir parlar de les genealogies dels herois i dels hòmens, Sòcrates, i de les fundacions de les ciutats en èpoques antigues i, en breu, sobre l'antiguitat en general... [aquelles coses] bellament perseguides".

## Sòcrates revela el seu problema
Sòcrates està content que Hípias faça reminiscència de les coses belles, perquè est és el tema que li interessa. Mentre es critica la bellesa o la lletjor de part dels discursos, Sòcrates reclama haver sigut assetjat recentment per un conegut seu, que el va reprovar per no conéixer realment la definició de la bellesa.
De seguida proclama estar encantat perquè, finalment, algú tan competent com Hípias podrà donar la seua opinió sobre la naturalesa de la bellesa. El gran sofista, adulat, no s'oposa; i és agullonat per Sòcrates, que li oferix la rèplica en la discussió per mitjà d'assumir el paper de l'"insolent" acusador, que no és un altre que el seu conegut dimoni. Est joc de rols per part de Sòcrates s'agrega a la naturalesa còmica del diàleg, permetent-li que es mofe d'Hípias d'una manera que, en altres circumstàncies, no seria acceptable.

## Les tres respostes d'Hípias

### Primera definició: la bellesa és una bella jove
Per primera resposta, Hípias ens mostra que no entén res del que li demana el seu interlocutor: "Per a estar segurs, Sòcrates, si he de dir la veritat, una bella jove és bella" (287e). Sòcrates estima, amb la seua usual ironia, que esta és una resposta brillant. Però, no pot dir-se que una lira, un cavall o fins a una olla són bells? Clar que la més bella de les olles no té comparació amb una bella dona, però, al seu torn, què és la bellesa d'una dama en comparació amb la d'una dea?
En breu, hi ha un infinit nombre de coses belles a més de belles dones. En tot cas, esta no és realment la pregunta; no és una pregunta sobre saber quines coses són belles i quines no, sinó de definir què és allò que les fa belles.

### Segona definició: la bellesa és or
La segona resposta oferta per Hípias és la següent: "Açò que em preguntes, la bellesa, no és sinó l'or… Perquè tots ho sabem, crec, onsevol que s'afija, fins i tot allò que parega lleig pareixerà bell si està adornat amb or" (289e). Ací Hípias ha reconegut que el bell és quelcom únic que, aplicat a les coses, les fa belles, però continua particularitzant la qüestió amb exemples concrets.
Sens dubte, respondrà Sòcrates, però, què és el que fa així a la gran estàtua d'Atenea en el Partenó? Esta obra mestra de Fídies està feta de marfil i pedres precioses, no d'or. I no obstant això, l'estàtua és magnífica.
A més, tant l'or com qualsevol altre metall preciós només atorga bellesa si és usat correctament, o "convenientment". En el cas de l'olla, per exemple, com es podria dir que una cullera de fusta o una d'or serà millor per a remenar, o quina d'estes serà la més bella?

### Tercera definició: la bellesa és ser ric i respectat
Esta vegada, Hípias creu entendre: Sòcrates vol saber quina cosa cap persona trobarà lletja.
Però, una vegada més, la seua conclusió és decebedora: "Dic, llavors, que per a tota persona i onsevol que estiga, el més bell serà ser ric, saludable, i honrat pels grecs, fins a arribar a vell, i després de donar un bell funeral per als seus pares, ser bellament i esplèndidament soterrat pels seus descendents" (291d-e).
Continua tot seguit una escena molt còmica, en què Sòcrates mostra la por de ser castigat amb una vareta pel seu caçador si li contestara amb tal resposta. Si és bell, per exemple, donar les honres fúnebres als pares i rebre-les dels fills, llavors, ¿per a qui dels dos, Aquil·les o Hèrcules, haguera sigut bell per a estos herois, fills d'immortals, soterrar els seus parents? Potser llavors no hi hauria bellesa en les seues vides, perquè els seus descendents no els van soterrar? La bellesa en est sentit llavors s'aplica a persones ordinàries, però seria lletjor per a herois i déus. La definició, llavors, encara és incorrecta.

## Les tres respostes de Sòcrates

### Primera definició: la bellesa és el que és apropiat
Cansat dels errors d'Hípias, Sòcrates oferix una definició al seu torn, que ell diu que guardava del seu famós contradictor: la bellesa és simplement el que és apropiat.
Esta resposta satisfà Hípias. Però és necessari un examen addicional: en primer lloc, ¿és la conveniència el que fa les coses belles, o simplement les fa aparèixer com a belles? La segona hipòtesi és temptadora: fins i tot una persona ridícula, vestida amb roba bella, apareixerà més bella. Però interiorment continuarà sent ridícula; així, el que és apropiat i el bell no és el mateix. És més, la bellesa estaria falsejant la realitat.
Hípias suggerix que la conveniència proporciona al mateix temps la realitat i l'aspecte de la bellesa. Però llavors, res podria ser menys segur; si tot fora així de simple, els ciutadans i els polítics no haurien de discutir més per decidir quina acció seria la més bella.

### Segona definició: la bellesa és l'útil
Per segona vegada, Sòcrates proposa una solució: si és bell, és útil? Però, heus ací que ixen a la superfície diversos problemes: és per mitjà del poder que els humans fan coses útils. No obstant això, com també és ben sabut, el poder pot servir tant per al mal com per al bé. Com no és desitjable qualificar les accions belles com a roïnes, no es pot acceptar que el bell és l'útil, la qual cosa requerix que la definició siga novament enfocada; la bellesa és només la utilitat mentre és eficaç per a la realització dels fins bons, o a aquells que són "favorables" o "profitosos". Identificar el bell i el favorable conduïx a una paradoxa: atès que el bell seria la causa del bé i s'està tractant de dir que "el bell és el bé" o "allò útil al bé", s'estaria identificant la causa amb el seu efecte i concloent que la causa és origen de si mateixa. Des d'ací, han de concloure que "tampoc el bell és el bo, ni el bo és el bell" (297b); una asserció que, no obstant això, no els satisfà.

### Tercera definició: la bellesa és el plaer que ve de veure i sentir
Per a concloure, Sòcrates porta una definició final; a primera vista molt sorprenent: "¿[i què] si diguérem que el bell és el que ens fa sentir feliços?; no em referisc a tots els plaers, sinó al que ens dona felicitat per mitjà de l'audició i la vista."
Esta hipòtesi, si bé atractiva, segons Sòcrates mateix conté un defecte fonamental; que ignora la bellesa dels plaers més nobles, referida a les ocupacions dels estudiosos o a l'estudi de les lleis.
D'altra banda, pareix cridaner que només els sentits de la vista i l'oïda siguen considerats. ¿És un mode de sotmetre-la al sentit comú, en què el tacte, el gust i l'olfacte són d'alguna manera més vergonyosos i baixos que els altres sentits?
Finalment, es diu que no perquè el plaer vinga de veure o de sentir quelcom siga bell. Sòcrates llança una sèrie de consideracions molt complexes: prenent parells d'objectes, en la majoria dels casos en què el terme s'aplique a ambdós objectes (A i B són bells, A i B són justos), poden també aplicar-se a un objecte pres per separat (A és bell i B és bell). Però, en alguns casos rars, pot succeir que açò no siga el cas, notòriament quan la suma de A i B forma un nombre parell i A i B, presos per separat, són dos nombres imparells.
En el cas de la bellesa, és la primera categoria la que és apropiada, perquè si un parell d'objectes és bell, ens porta a raonar que ho són cada un d'ells. Però apareix una nova paradoxa, ja que el bell, en una discreta definició, ha de correspondre a ambdós plaers de la vista i de l'audició, presos juntament, i no pot pertànyer només a una d'elles. Conseqüentment, la definició demostra ser errònia.
Esgotat per les moltes subtileses que en última instància i inútilment han considerat, Hípias reprén Sòcrates i li exigix que en comptes de "meres paraules i absurds" admeta que "el bell i digne d'estimació és ser capaç d'oferir un discurs adequat i bell davant d'un tribunal, o davant del Consell o qualsevol altra magistratura en què es produïsca el debat, convéncer i retirar-se portant no estes nimietats, sinó el major premi, la salvació d'un mateix, la dels seus propis béns i la dels amics."
Sòcrates, prenent-se una llicència, fingix sentir-se malament per la situació, arraconada entre els atacs d'Hípias i les del seu misteriós caçador. Com a única certesa, amb sentit de l'humor conclou que ara pot comprendre millor el vell proverbi grec "les coses belles són difícils".

## Impacte literari i filosòfic
Pot impactar o sorprendre el lector que la definició que identifica el bell amb l'útil siga refutada en el diàleg, ja que esta correspon molt bé amb la visió històrica de Sòcrates. Però, com succeïx en Cármides, Lísies i Eutifró, l'Hípias major té una virtut "anatrèptica" o autocensurable: el propòsit de l'autor és revelar les falles de les opinions comunament asseverades, sense necessàriament oferir una solució, quelcom que s'assumix per als posteriors textos.
En termes de desenrotllament filosòfic, l'Hípias major no és massa més avançat que els altres diàlegs primerencs. El concepte de "bo en i per si mateix", encara que només en forma obliqua, fa la seua primera aparició en esta obra. No obstant això, el pensament platònic encara no està desenrotllat completament: no hi ha, per exemple, rastres de la idea de la "reminiscència" exposada en el Menó i el Fedre, en què les ànimes adquirixen el coneixement del concepte de "bellesa" i de "bondat" en el transcurs del seu marxa cap al més enllà.
En el pla literari l'Hípias major és molt notable. El diàleg es pot llegir tant com un treball filosòfic seriós, o com una comèdia satírica lleugera amb dos actors. L'astúcia de Sòcrates en refugiar-se sota l'autoritat d'un tercer supòsit protagonista per donar una penetrant crítica a Hípias, dota el diàleg de gran humor i li dona molta vitalitat.